# Manometro

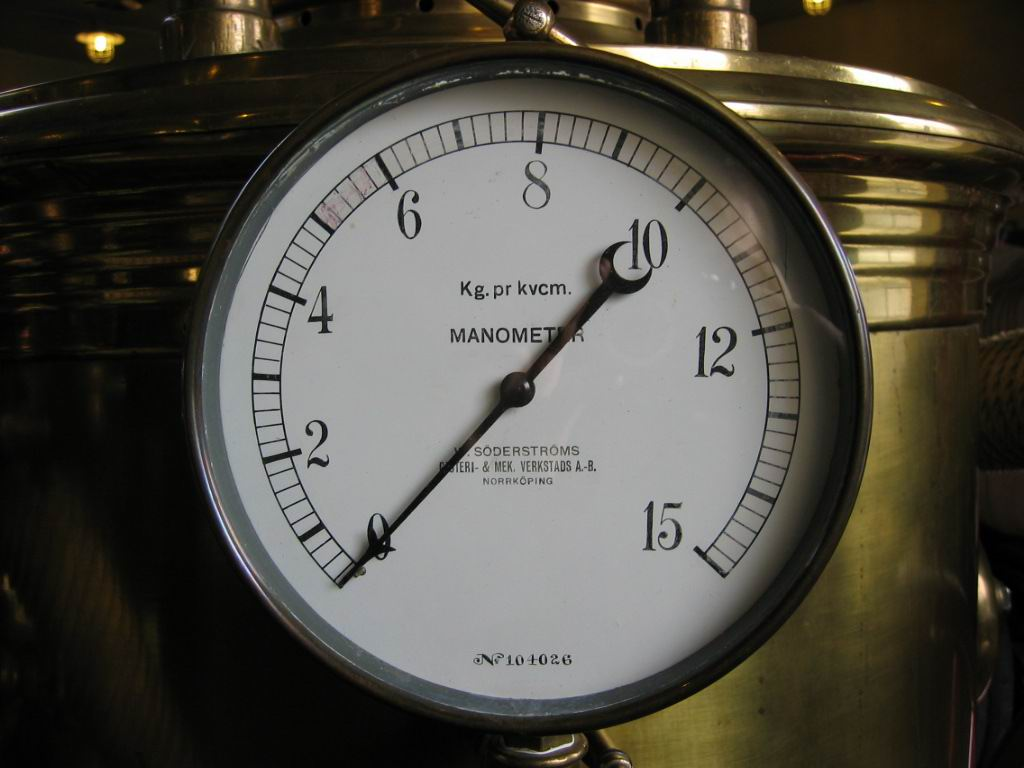
Manometro a quadrante. Scala in kgf/cm².

Il manometro è uno strumento di misura della pressione relativa dei fluidi. La corretta accezione del lemma si riferisce a strumenti dedicati alla misura di pressioni maggiori dell'atmosferica; per valori inferiori all'atmosferica il termine corretto è vacuometro o vuotometro (misuratore del vuoto).
Inizialmente la parola manometro si riferiva solo a strumenti idrostatici con liquido a colonna, oggi chiamati manometri ad U, poi fu esteso per abbracciare anche strumenti a quadrante o digitali.

## Classificazione
Vi sono numerosi tipi di manometro adatti ad impieghi differenti. La maggior parte di questi tipi in realtà misura una pressione relativa, ossia la differenza tra la pressione atmosferica nel punto di misura e la pressione dell'ambiente di cui si desidera la misura. Questi includono i manometri ad U, a membrana, Bourdon.

### Manometri ad U

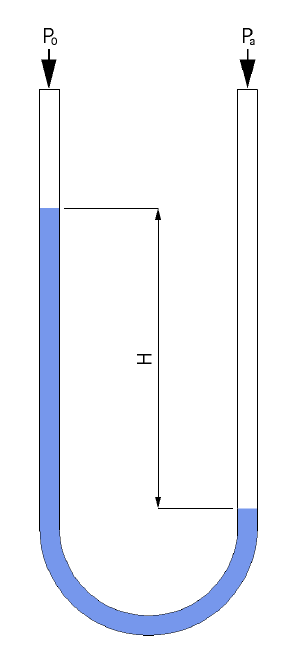
Manometro ad U

Sono costituiti da un tubo (di solito trasparente) curvato ad U e riempito di un liquido di densità nota. Un'estremità del tubo è lasciata aperta all'atmosfera, mentre l'altra è in collegamento diretto con l'ambiente di misura. Il liquido contenuto nel tubo si sposterà verso l'alto in uno dei due rami della U di un valore tale che la differenza di peso tra le due colonne di liquido bilanci esattamente la pressione (o depressione) presente nell'ambiente di misura. Per i serbatoi ad acqua spesso si usa il mercurio con {\displaystyle \gamma _{m}}= 133000 N/m³. Si veda la figura 1 per uno schema.
Se si esprimono i valori in unità coerenti, si avrà:
{\displaystyle |\rho \cdot g\cdot H|=|P_{0}-P_{a}|}
dove:
- ρ è la densità del fluido usato per la misura
- g è l'accelerazione di gravità.
- H è l'affondamento

Per la sua estrema semplicità tale manometro non è soggetto a guasti. La sua risoluzione non è però molto elevata, a causa dell'inevitabile fenomeno del menisco.

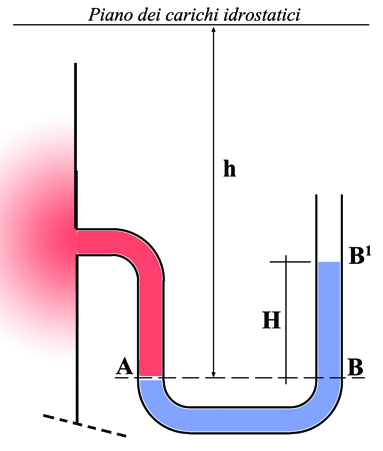
Manometro ad U

Sul piano orizzontale che passa per il menisco A la pressione sarà uguale nei due rami:
{\displaystyle P_{0}=P_{a}=\gamma _{m}\cdot H}
Quando il recipiente collegato è pieno di un liquido, avremo:
{\displaystyle h={P_{0} \over \gamma }={\mathbb {H} \gamma _{m} \over \gamma }}
dove:
- h è l'affondamento del menisco A sotto il piano dei carichi idrostatici del liquido nel recipiente
- {\displaystyle \gamma } è il peso specifico riferito al liquido nel recipiente
- {\displaystyle \gamma _{m}} è il peso specifico riferito al liquido nel manometro, m sta per mercurio

Si faccia attenzione che nel caso la pressione relativa in A è negativa, il menisco B'  nel ramo aperto si porterebbe ad una quota più bassa dello stesso A.

### Manometri Bourdon

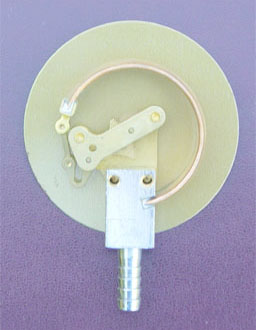
Molla Bourdon

Sono costituiti da un tubo solitamente di sezione ellittica e il cui asse è disposto lungo una circonferenza (ma può essere avvolto anche per più di 360°, e quindi assumere forma di spirale), detto appunto tubo Bourdon. Si era notato che un tubo di tale forma tende ad aumentare il proprio raggio di curvatura all'aumentare della pressione interna al tubo; la misurazione del raggio dà la misura della pressione. Nella pratica, il tubo è collegato ad una estremità con un punto fisso, messo in connessione con l'ambiente di misura; l'altra estremità è connessa ad un leverismo che ne amplifica lo spostamento, e lo traduce nel movimento circolare di un indice lungo una scala graduata. Vedi la figura 2. I manometri Bourdon costituiscono la stragrande maggioranza dei misuratori di pressione oggi usati.

### Manometri a diaframma

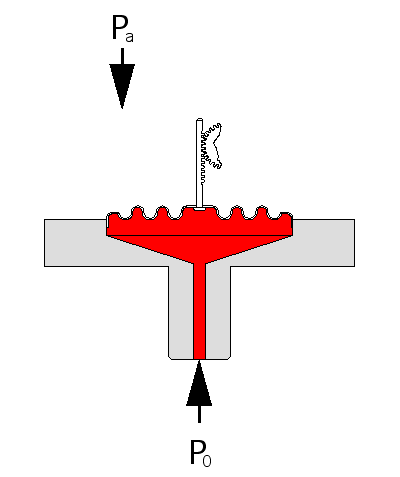
Separatore a diaframma

Anche detti a membrana poiché l'elemento deformabile è una membrana solitamente ondulata per accrescerne la flessibilità. La membrana separa l'ambiente di misura dall'esterno, e si gonfierà se la pressione da misurare è maggiore di quella atmosferica, e viceversa. Il leverismo, non molto diverso da quello dei manometri Bourdon, amplifica questo rigonfiamento e lo trasmette ad un indice, come per i manometri Bourdon. Vi sono molte varianti del manometro a membrana, generalmente usate come manometri differenziali (vedi sotto).

### Manometri piezoelettrici
Sfruttano la proprietà di alcuni materiali, detti piezoelettrici, di generare carica elettrica o differenze di potenziale quando al materiale stesso viene applicata una pressione.

### Vacuometri

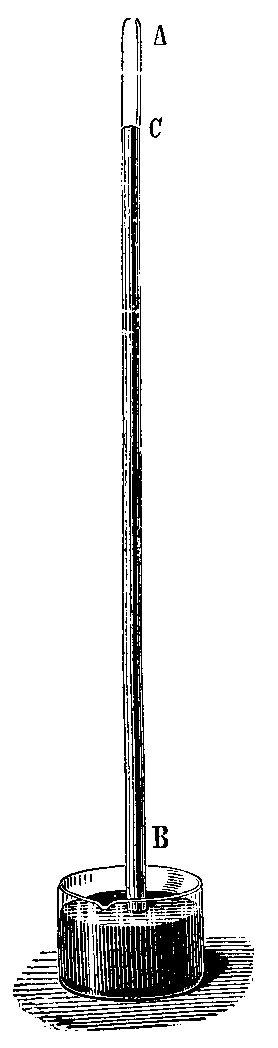
Barometro di Torricelli

I manometri misurano una differenza rispetto alla pressione atmosferica nel punto di misura, ossia una pressione relativa. Questi strumenti possono essere quindi usati come vacuometri (anche detti vuotometri, termine assai improprio ma di uso comune), possono cioè indicare una pressione negativa (più precisamente, una differenza di pressione negativa rispetto alla pressione atmosferica). Tuttavia, in alcuni casi è necessario misurare la pressione assoluta, molto usata nelle applicazioni tecniche ed in fisica. Per le nostre limitazioni ambientali, non si può assumere come origine pratica di una misura il vuoto assoluto; si ovvia a questo limite creando artificialmente le condizioni di vuoto assoluto.
La prima applicazione di questo principio si deve ad Evangelista Torricelli, che misurò la pressione atmosferica facendo in modo di creare una camera a vuoto (la zona A-C della figura a fianco). In realtà nella camera non si creava il vuoto assoluto, ma solo un vuoto molto spinto, poiché il mercurio contenuto nel tubo, avendo una (bassissima) tensione di vapore, vaporizzava leggermente - l'errore era comunque del tutto trascurabile.
Oggi lo strumento più usato per misurare con precisione la pressione assoluta è la cella Barton, evoluzione del barometro aneroide.
La cella Barton è nata come misuratore di pressione differenziale; assumendo come riferimento il vuoto assoluto (come nell'esperimento di Torricelli) diviene un misuratore di pressione assoluta.
I vacuometri si dividono in tre gruppi: per basso vuoto, per alto vuoto, per ultra vuoto; combinando questi gruppi in unica scala graduata si possono misurare pressioni dai 10 mBar fino a 10e-11 mBar. I manometri per liquidi sono costruttivamente diversi da quelli per gas.

## Esempi

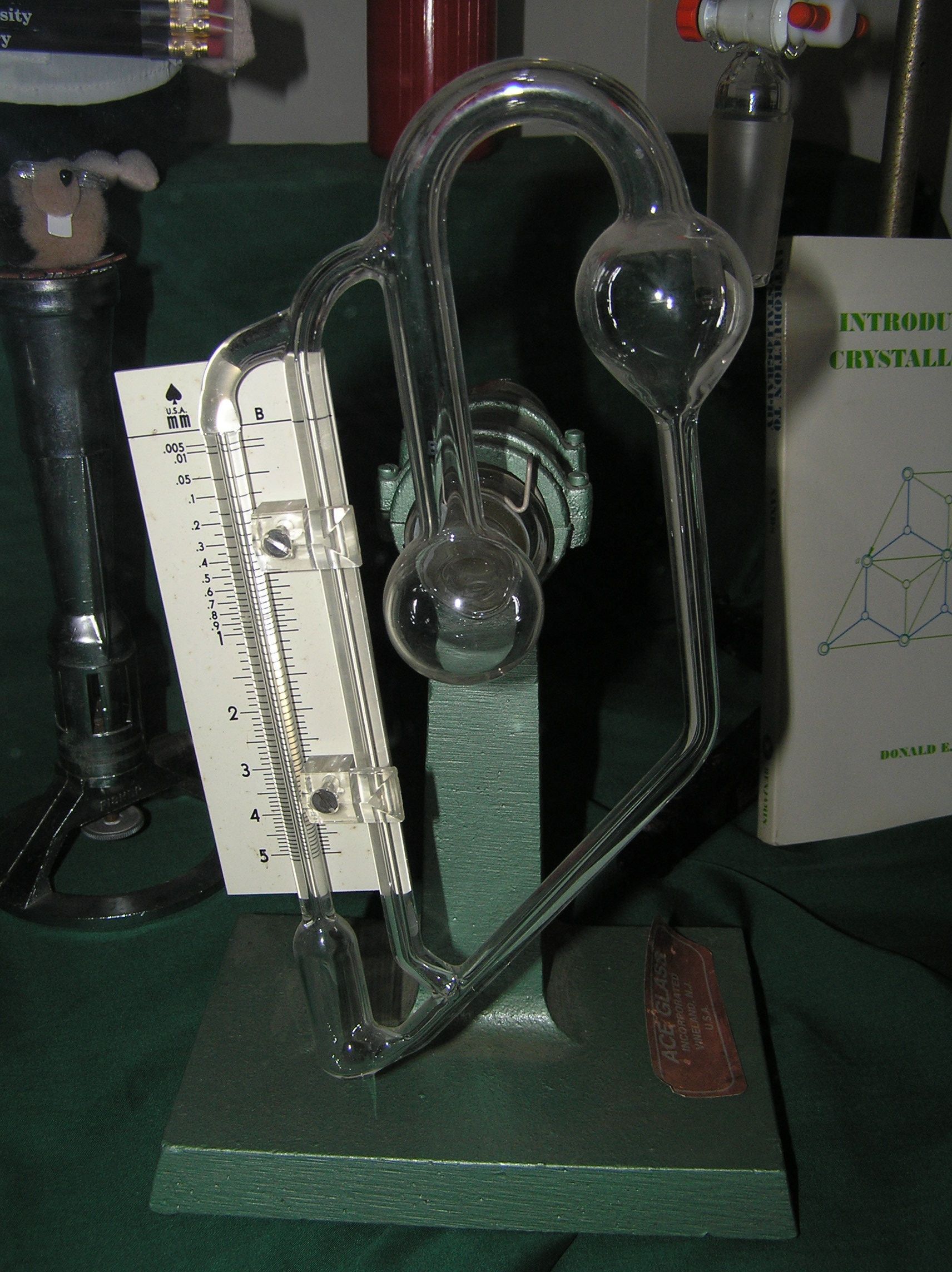
Vecchio manometro McLeod per misura precisa del vuoto
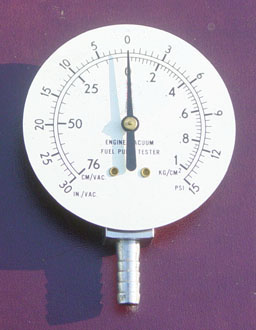
Quadrante di un manovacuometro
Funzionamento di un manometro a tubo Bourdon
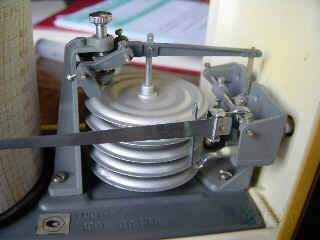
Barografo a soffietto
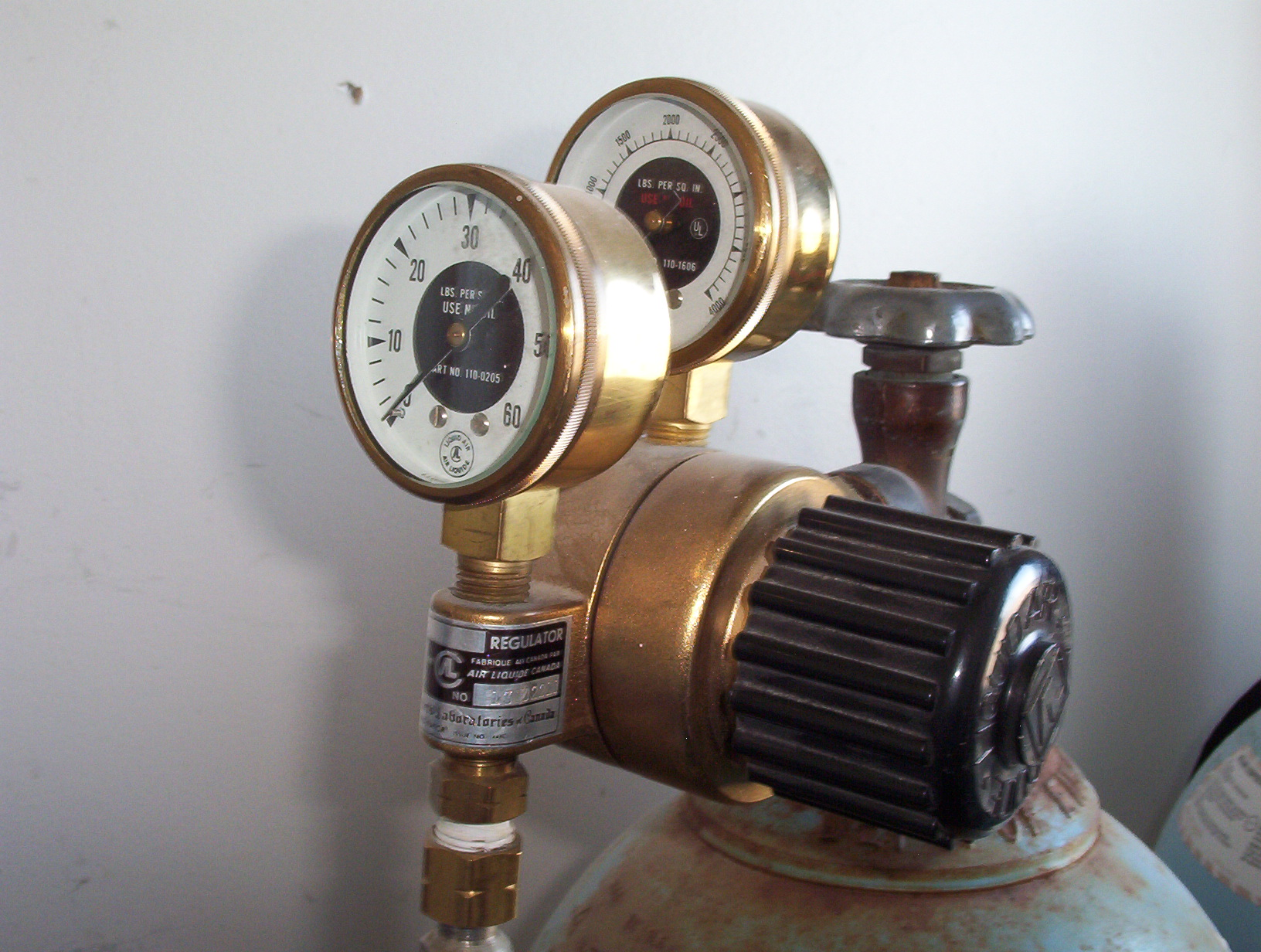
Regolatore di pressione e manometri su bombola di elio
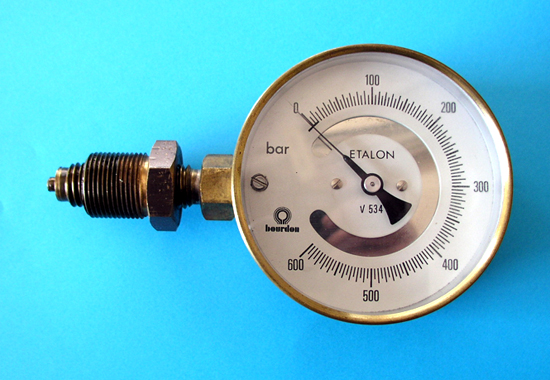
Manometro campione per alte pressioni (si noti la scala a specchio)
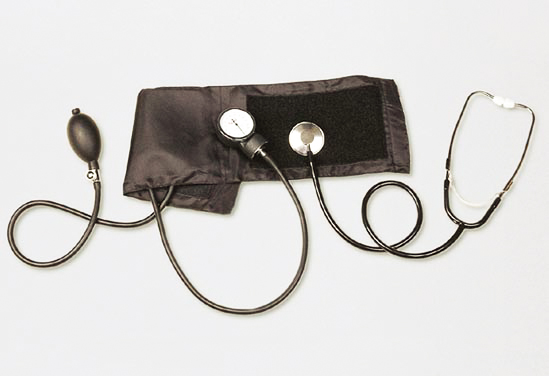
Sfigmomanometro per la pressione del sangue
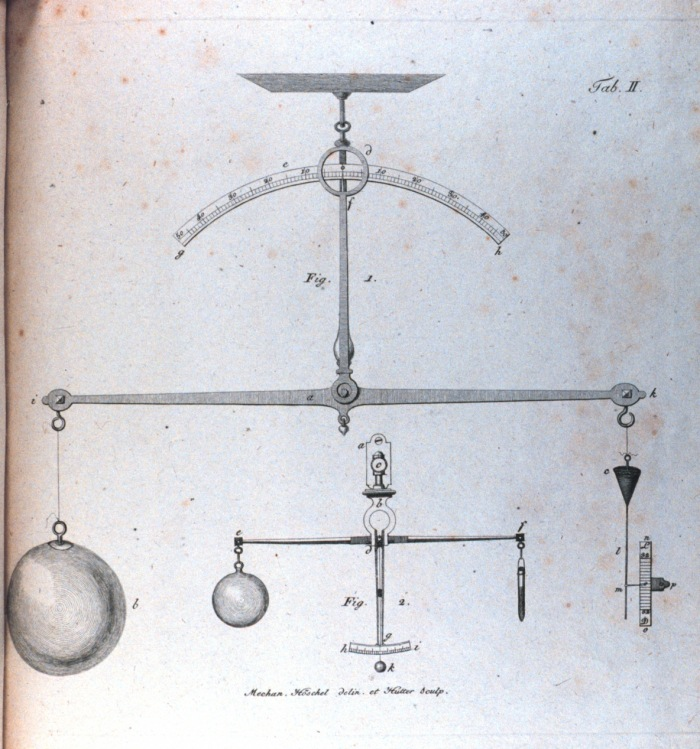
Antico manometro per misure differenziali